# Chiesa di Santa Maria Assunta (Sellero)

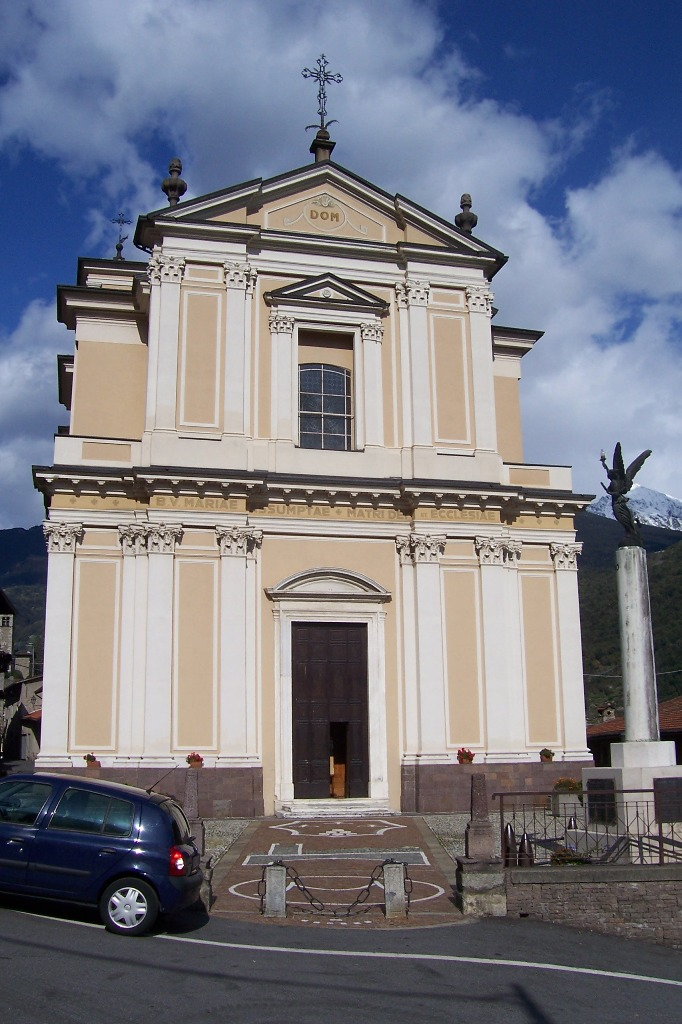
Facciata

La chiesa di Santa Maria Assunta è la parrocchiale di Sellero, in provincia e diocesi di Brescia; fa parte della zona pastorale dell'Alta Val Camonica. 

## Storia
La chiesa, oggi parrocchiale del paese, fu costruita nel 1785 su disegno dell'architetto Simone Spandri, originario del paese camuno di Pisogne, del qual paese ne copiò il disegno.

## Descrizione
Il portale d'ingresso è stato realizzato con marmo di Vezza d'Oglio ed è datato 1844. L'altare, in marmo di Sicilia e Verona (1757), fu invece recuperato dall'antica parrocchiale di San Desiderio.
All'interno vi sono alcuni dipinti, tra i quali una Morte di San Giuseppe (realizzata nel Seicento) e una Madonna del Rosario. Gli altri raffigurano invece alcuni santi (San Rocco, San Sebastiano, Sant'Antonio di Padova, Santa Caterina da Siena, Santa Chiara d'Assisi e San Simone Stock) mentre in sagrestia si possono ritrovare gli affreschi della vecchia chiesa di S.Maria.
Nell'abside è presenteanche un coro dell'Ottocento intagliato da Tommaso Pietroboni.
Essa si trova in posizione centrale nel paese tanto che il sagrato della chiesa è comunemente considerato come la piazza di Sellero.